# 姚氏贞节坊
姚氏贞节坊是一座清代贞节牌坊，位于安徽黄山市歙县昌溪乡昌溪村红旗庙下店老街中段，两柱一间三楼冲天式，立于康熙三十四年（1685年），高8米，宽3.7米，刻有字样“圣旨”、“贞节”、“旌表故儒吴永玠妻”，已列为歙县文物保护单位。